# Longues-sur-Mer
Longues-sur-Mer – miejscowość i gmina we Francji, w regionie Normandia, w departamencie Calvados.
Według danych na rok 1990 gminę zamieszkiwało 561 osób, a gęstość zaludnienia wynosiła 46 osób/km² (wśród 1815 gmin Dolnej Normandii Longues-sur-Mer plasuje się na 399. miejscu pod względem liczby ludności, natomiast pod względem powierzchni na miejscu 376.). Przy tej miejscowości znajduje się bateria dział niemieckich kal. 152 mm zdobytych przez wojska alianckie w dniu 7 czerwca 1944 r.